# ريفييرا البحر الأحمر

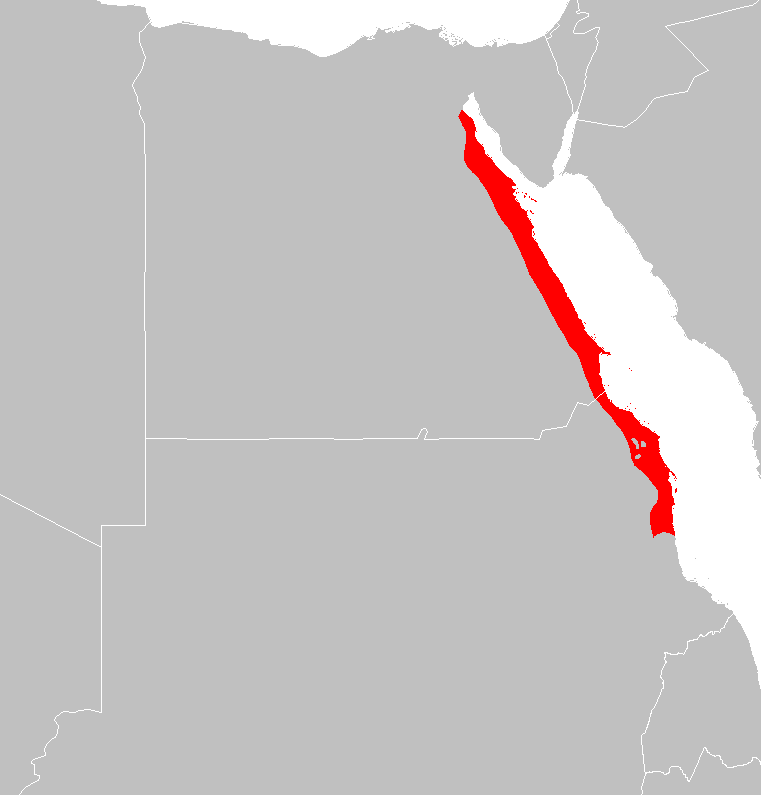
على امتداد ساحل البحر الأحمر والتي تتضمن الريفييرا

ريفييرا البحر الأحمر بالإنجليزية (Red Sea Riviera) هي تسمية اطلقت علي سلسلة من المدن السياحية أو المنتجعات الموجودة علي ساحل مصر الرئيسي علي البحر الأحمر إضافة للساحل الغربي والشمالي من خليج العقبة الذي يضم جنوب سيناء المصرية.
معظم مناطق ريفييرا البحر الأحمر هي عبارة عن متنزهات وطنية أو محميات طبيعية سواء تحت الماء أو فوق الأرض، مثل راس محمد وطابا، والصحراء في المنطقة والحياة البحرية بها محمية بمجموعة من القوانين الصارمة باعتبارها كنزا بيئيا، كما أن زوار هذه المناطق يتقيدون بالقوانين خشية التعرض لغرامات باهظة في حال مخالفتها.

## قائمة بأسماء المنتجعات

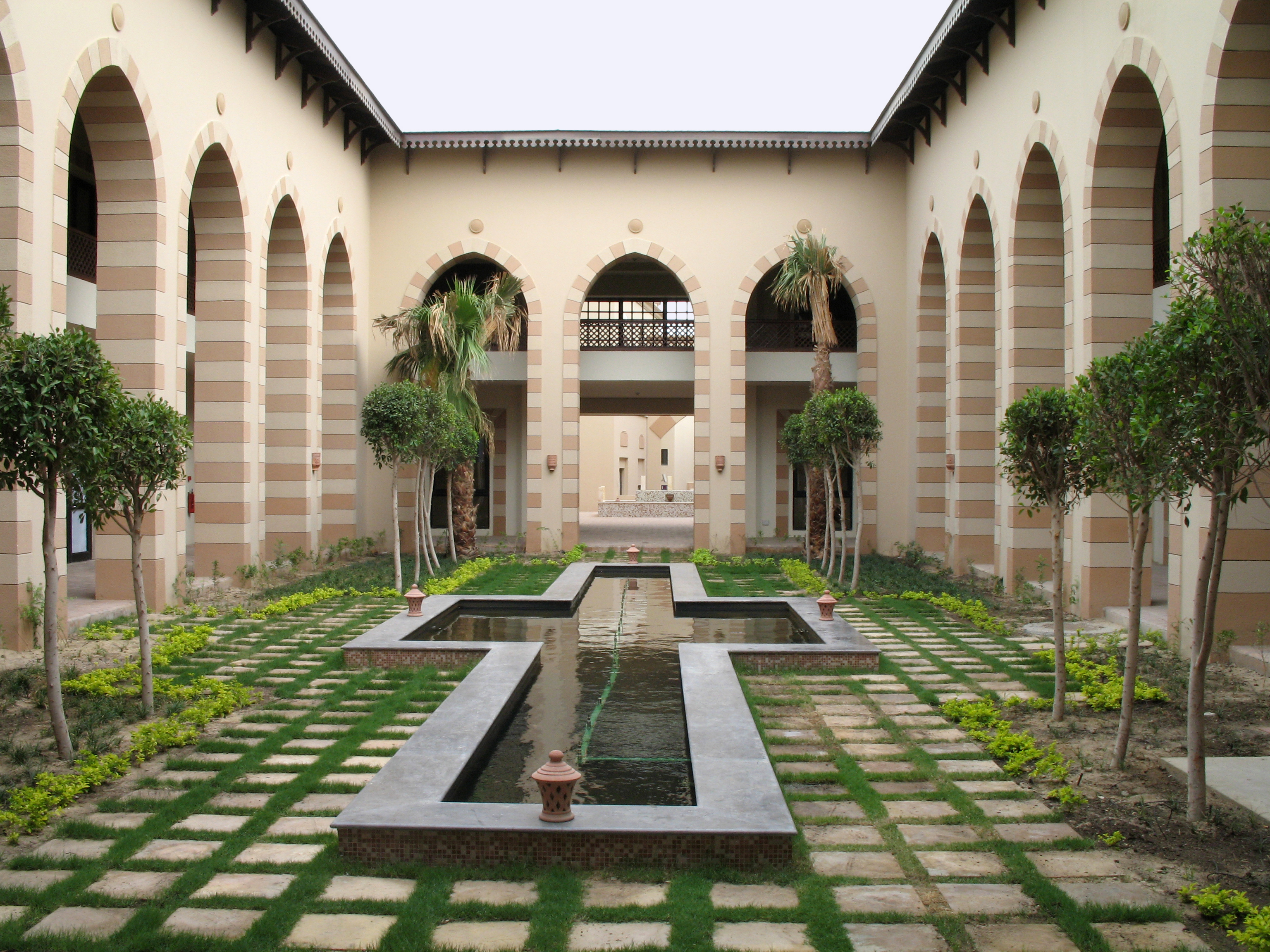
فندق في منتجع مرسي علم

### مصر
في شبه جزيرة سيناء :
- شرم الشيخ
- دهب
- طابا
- نويبع

في ساحل مصر الشرقي (محافظة البحر الأحمر) :
- العين السخنة
- جمشة باي (منتجع سياحي ضخم يخطط للانتهاء منه في 2009 وتنفذه شركة داماك العقارية الإماراتية)
- الجونة
- الغردقة
- سهل حشيش
- سيرينيا
- خليج مكادي
- سوما باي
- سفاجا
- القصير
- بورت غالب
- مرسي علم

### الأردن
- العقبة

### إسرائيل
- إيلات

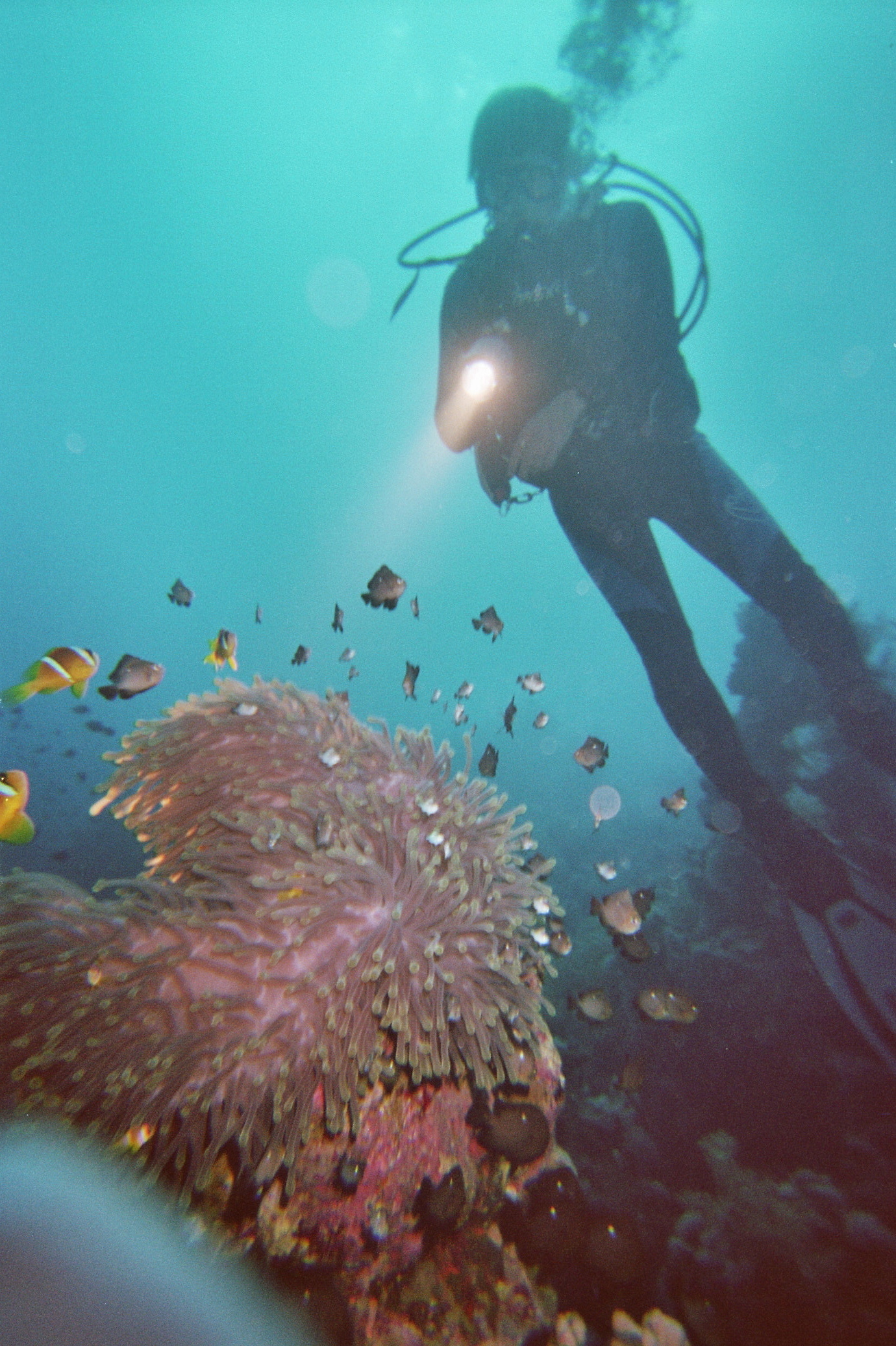
الحياة البحرة في شرم الشيخ
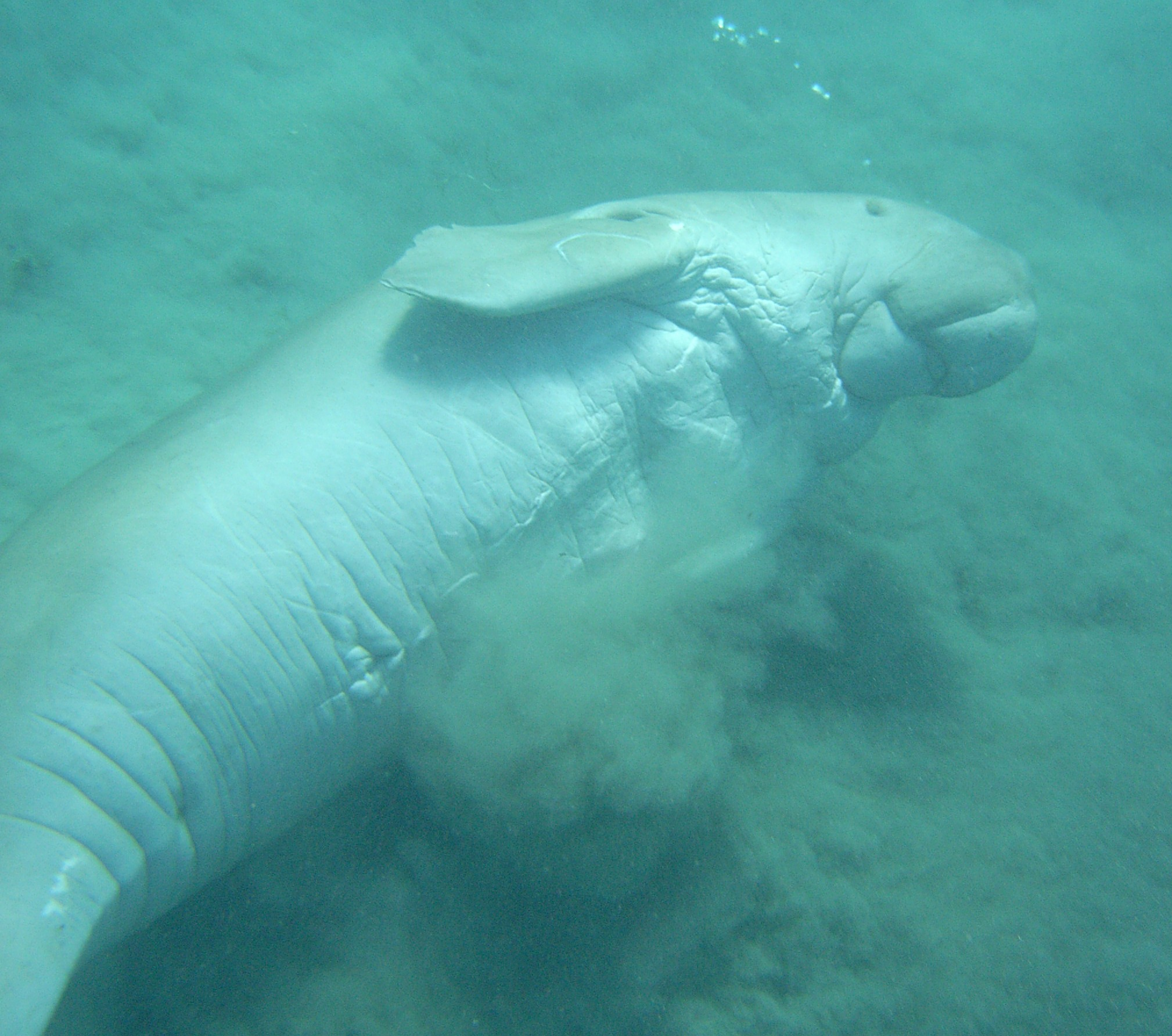
كائنات بحرية في مرسي علم
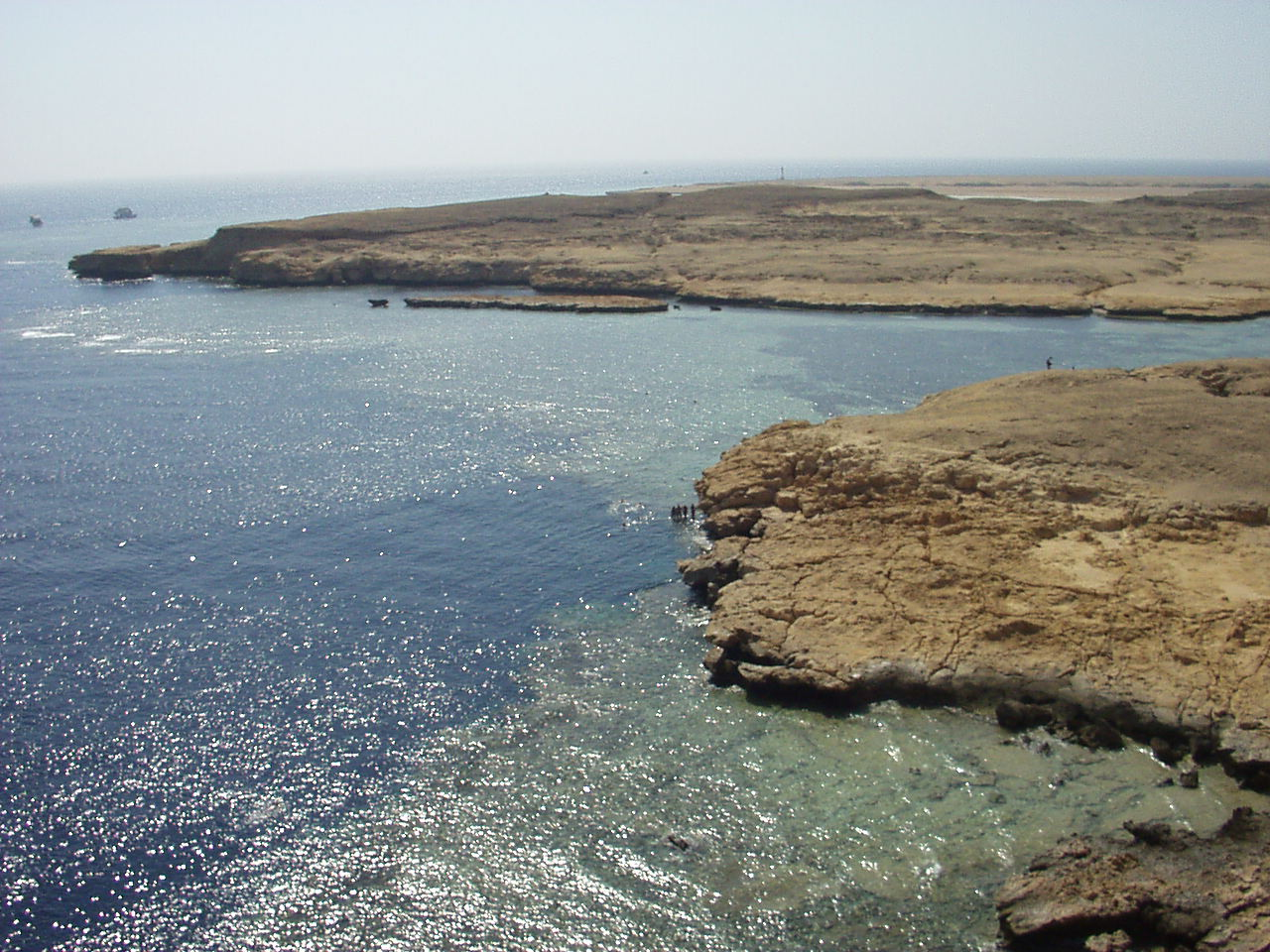
راس محمد

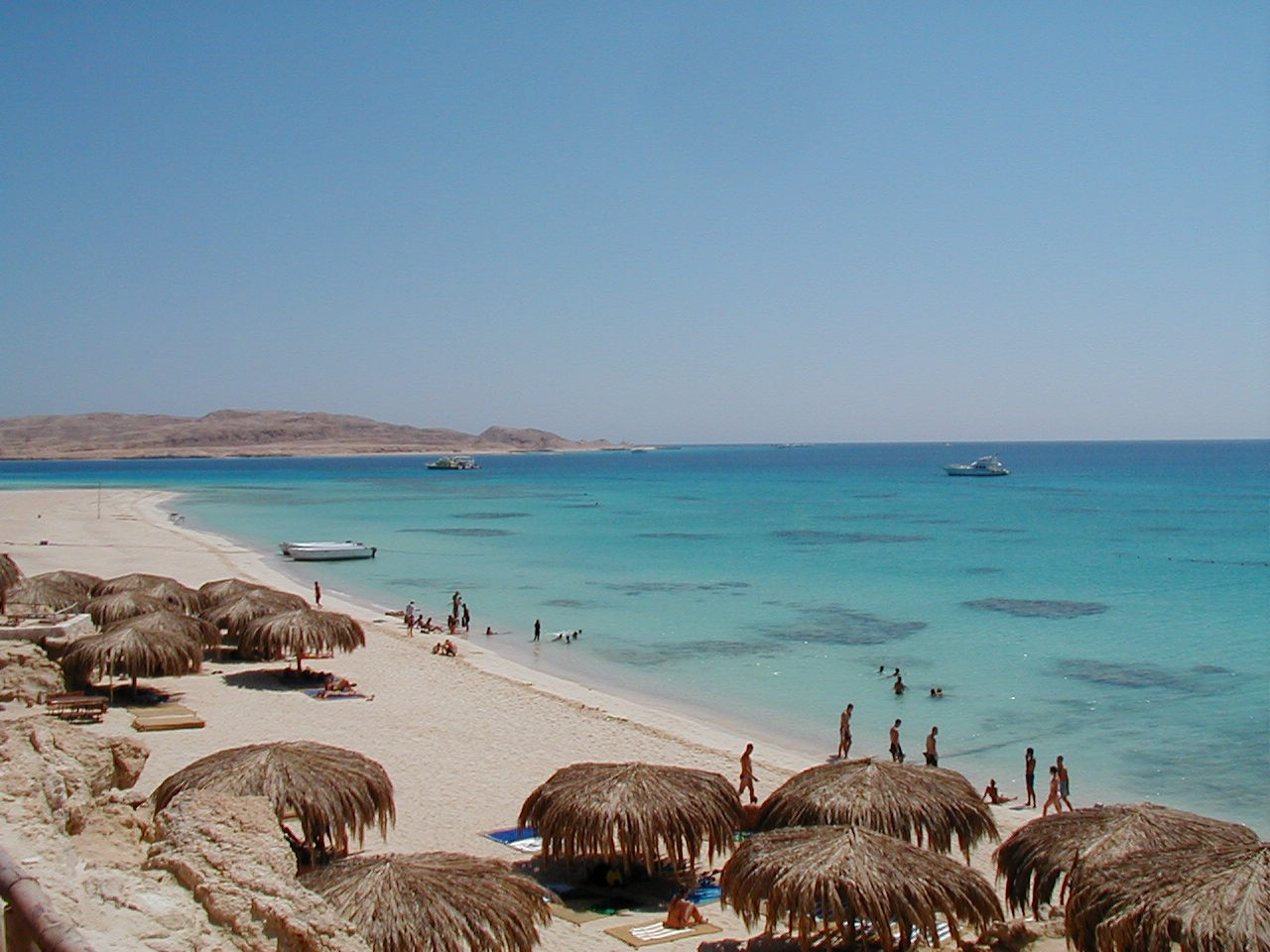
"المحمية " الغردقة، مصر
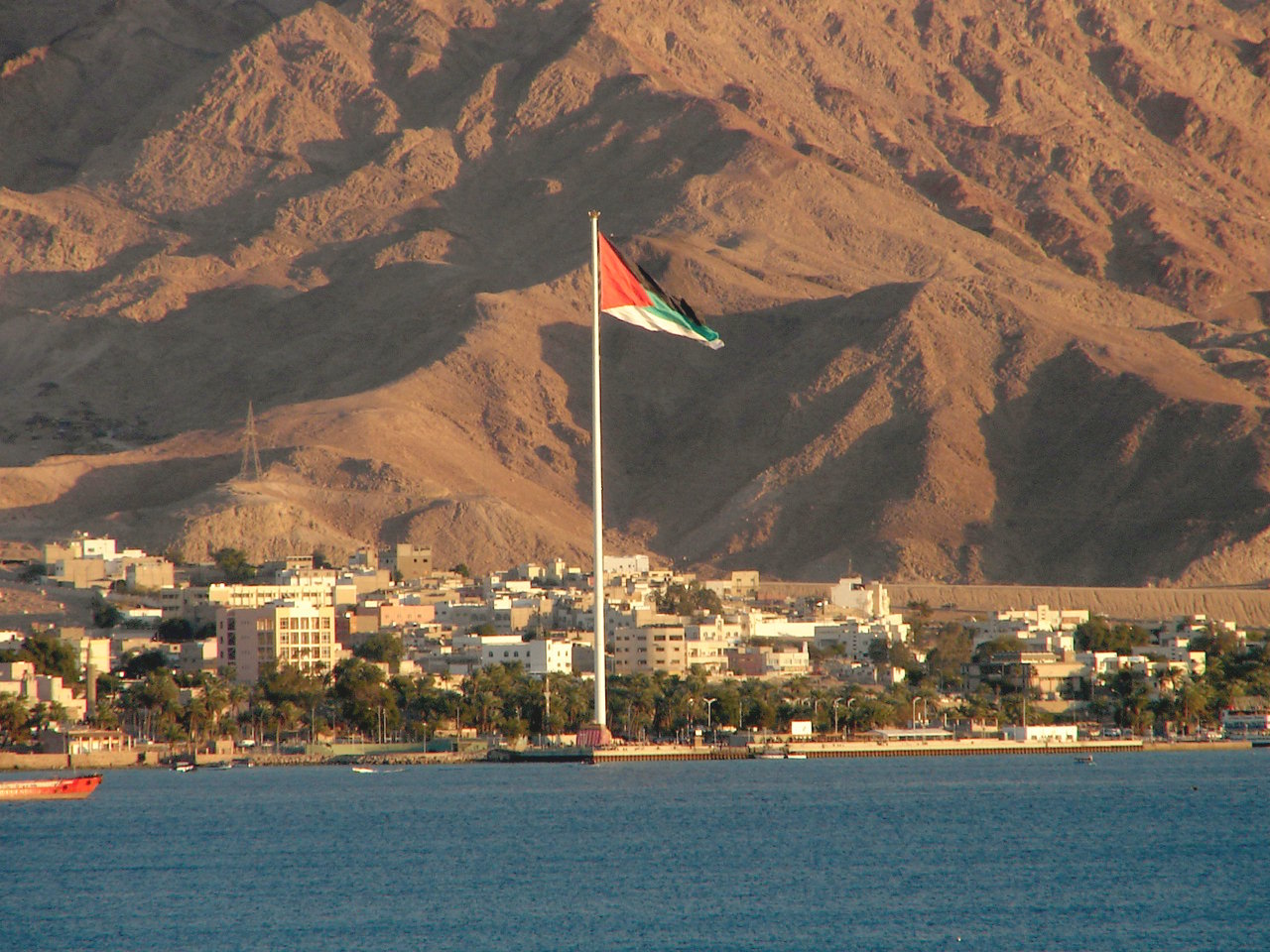
العقبة، الأردن
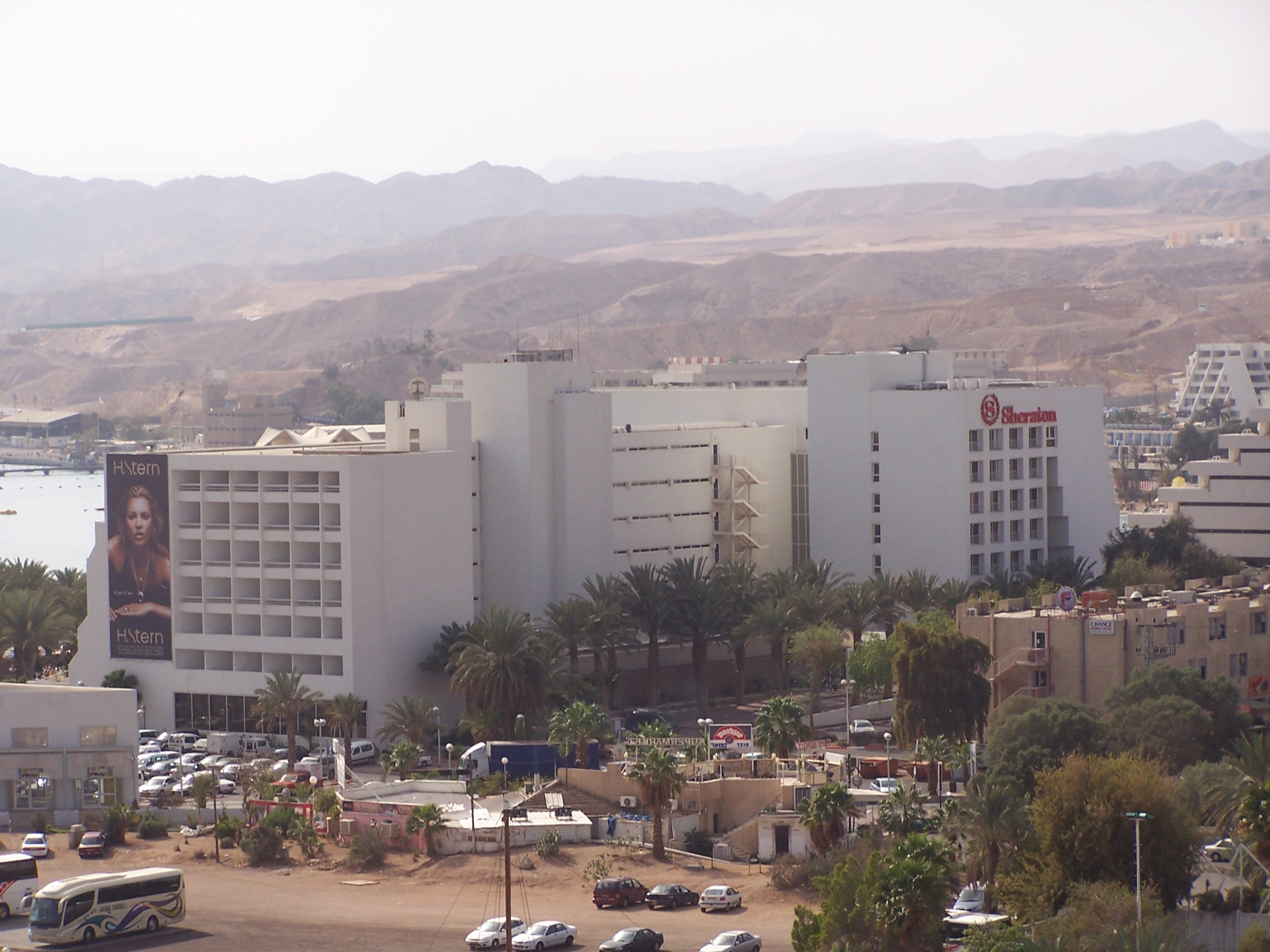
فندق في إيلات، إسرائيل